# 加努弥神社
加努弥神社（かぬみじんじゃ）は、伊勢神宮皇大神宮（内宮）の末社。内宮の末社16社のうち、第9位である。

## 概要
三重県伊勢市鹿海町（かのみちょう、かのめちょう）、田んぼの中に鎮座する。鹿海の集落からは少し離れている。かつては五十鈴川が社地のすぐ近くを流れており、船着場もあったとされる。
神体は石で、石畳の上に祀られている。社殿はない。
祭神は稲依比女命（いなよりひめのみこと）。大歳神の子で、五穀の守護神である。
社地の面積は1畝7歩（≒122m2）ある。神宮125社のうち、内宮・外宮両宮域外に鎮座する神社の中で最も社地の狭い神社である。

## 歴史
創建不詳。伊勢神宮末社の定義より『皇大神宮儀式帳』成立、すなわち延暦23年（804年）以前から存在したことになる。明治4年（1871年）、近代社格制度の創設により、内宮末社でありながら、度会県管轄の村社に列し、伊勢神宮と度会県から二重に所管されることとなった。こうした二重管轄はほかの神宮摂末社でも発生したため、神宮司庁は教部省に諮ったところ、11の末社が神宮の管轄から外れた一方、加努弥神社と外宮摂社の御食神社はそのまま二重管轄とすることが明治5年4月（グレゴリオ暦：1872年5月）に申し渡された。
加努弥神社では1881年（明治14年）12月に氏子が内宮末社と村社の分離を求めた。鹿海の住民は、明治4年に本来は鎮座地も祭神も異なっていた内宮末社と村社が混同され、事実上神宮所管となり、村社として住民が管理できなくなってしまったと訴えた。更に、明治3年（1870年）に村社「八王子社」が「加努弥神社」に改称され、祭神も加努弥神社の祭神に改められたという書類と「加努弥神社」の旧社地が「八王子社」の社地と異なることを示す書類を証拠として提出した。神宮・三重県庁・内務省の三者で協議を重ねた結果、1886年（明治19年）2月に内宮末社と村社を分離することで決着した。同じく二重管轄とされた御食神社には住民の分離運動が行われたという記録はなく、分離問題はなかったと見られている。

## 交通
社地は農道に面している。付近に駐車場はない。
公共交通
- JR参宮線五十鈴ケ丘駅より徒歩約16分（約1.3km）。
- 近鉄鳥羽線五十鈴川駅よりおかげバス（コミュニティバス）「鹿海・朝熊ルート」乗車、「東鹿海」バス停下車、徒歩約3分（約270m）または「西鹿海」バス停下車、徒歩約3分（約320m）。

自家用車
- 国道23号「鹿海町」交差点より東進、約2分（約820m）。
- 伊勢二見鳥羽ライン朝熊ICより約4分（約1.5km）。